# PB Mk III型哨戒艇
PB Mk III型哨戒艇（英語: PB Mark III class）は、アメリカ合衆国海軍の哨戒艇の艦級。スペクター型やMk III シー・スペクター型と表記されることもある。内水用の多目的哨戒艇で、1970年代に80隻余りが建造され、輸出も行われた。アメリカ海軍からはすでに退役しているが、2024年時点でも数か国の海軍または沿岸警備隊で現役である。

## 設計
商用漁船の設計をベースにした内水用多目的哨戒艇で、アルミニウム合金製の船体を持つ。設計上の特徴として、操舵室を右舷寄りにずらして配置することで左舷側に甲板スペースを広くとっており、この部分に20mm機関砲などを搭載できるようになっていた。エンジンにはデトロイト・アリソン（後にゼネラルモータースの一部門）製の8V71TIディーゼルエンジンを3基搭載しており、最大速力は30ノットとされるが、前部に重量のある40mm機関砲を搭載した場合だと20ノット強程度まで低下したという。艇の耐用年数は15年であった。

## 武装
武装は任務に応じて変更可能である。アメリカ海軍での装備パターンとしてはボフォース 40mm機関砲1基と20mm機関砲1基（さらにオプションで20mm機関砲1基または12.7mm重機関銃2基）を装備した例や、25mm機関砲2基と 12.7mm重機関銃2基、81mm迫撃砲1基、40mm自動擲弾銃1基を装備した例がある。また、対空ミサイルを装備した例や、ペンギンMk2対艦ミサイルを試験搭載した例も存在する。輸出艇の場合、機関銃程度の軽武装のものもあった。

## 運用国
アメリカ合衆国
アメリカ海軍ではPCF型哨戒艇（スイフト・ボート）の後継として、1975年から就役した。1985年の時点で、すでに沿岸哨戒・阻止任務用としては火力不足で旧式と評されていたが、1995年時点でも14隻が現役であった。退役済み。

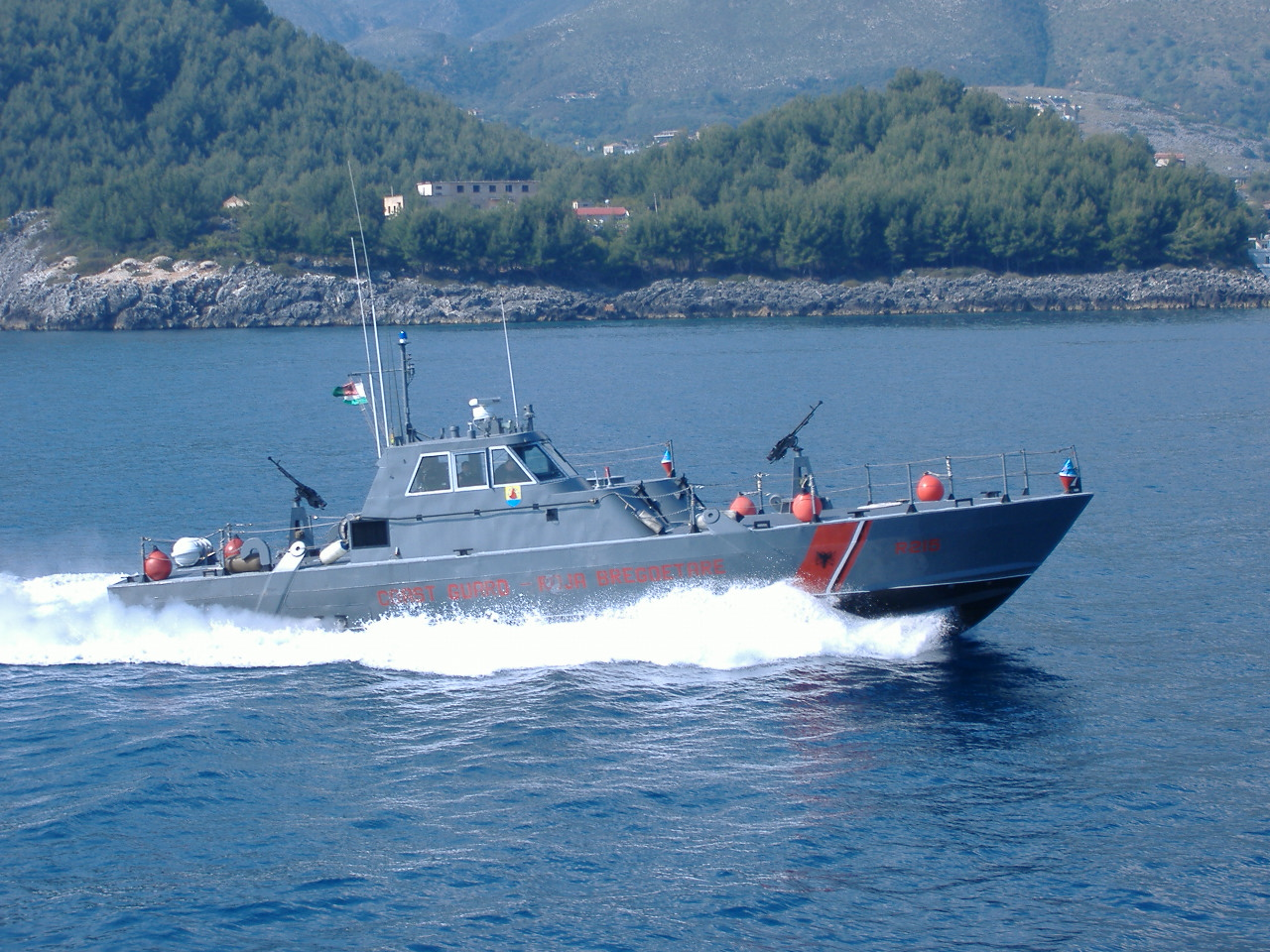
アルバニア艇

 アルバニア
1989年2月にアメリカから供与された。2024年時点で、アルバニア沿岸警備隊が3隻を保有。
 コロンビア
アメリカから供与され、1989年12月と1990年2月に再就役した。2024年時点で、コロンビア沿岸警備隊が2隻を保有。
 エジプト
1980年から1981年にかけて購入した。2024年時点で、エジプト沿岸警備隊が12隻を保有。
 ガーナ
2001年に引き渡された。2024年時点で、ガーナ海軍が1隻を保有。
 イラン
イラン海軍は1975年から1976年にかけて20隻を購入した。これらはアメリカ海軍の艇よりも軽武装で、当初は12.7mm重機関銃3基を装備し、1990年代に前方の1基を20mm機関砲に換装したという。1980年代のイラン・イラク戦争では6隻が戦没し、ほかに3隻がスクラップとなったが、11隻が戦後も残存していた。2024年時点で10隻を保有。